# Christine Qunta
Christine Douts Qunta (nascida em 1952) é uma escritora, advogada e empresária sul-africana. Ela serviu em vários conselhos públicos e privados, e o seu trabalho em vários campos tem sido descrito como "mantido unido pela busca por uma sociedade mais justa e livre". Ela foi ativista do Movimento da Consciência Negra (BCM), um movimento contra o apartheid durante a década de 1970 e passou 17 anos no exílio, estudando e exercendo advocacia na Austrália, Botswana e Zimbábwe, antes de retornar à África do Sul em 1993.

## Biografia

### Primeiros anos e ativismo
Christine Qunta nasceu em Kimberley, na África do Sul. Depois de terminar a sua educação formal na década de 1970, ela dedicou-se ao ativismo político anti-apartheid. Ela foi a executiva regional da Organização Sul-Africana de Estudantes e da Convenção do Povo Negro na Universidade do Cabo Ocidental na década de 1970, e estava entre as centenas de estudantes ativistas que desistiram dos seus estudos durante a caminhada de 1973 para trabalhar mais estreitamente com o povo, permanecendo no exílio até 1993, o que "mobilizou as comunidades a tal ponto que o regime do apartheid foi forçado a empregar o primeiro vice-chanceler negro, Richard van der Ross". Depois de ser detida pelo governo pelo seu ativismo, ela fugiu do país e recebeu asilo em Botsuana, permanecendo no exílio até 1993.

### Carreira jurídica
Ela passou a estudar direito na Austrália na Universidade de Nova Gales do Sul, Sydney (BA, LLB, 1981), posteriormente exercendo advocacia na Austrália, Botsuana e Zimbábwe, antes de voltar para a África do Sul em 1993 e trabalhar como consultora jurídica da Sanlam. Em 1994, concluiu o curso de Reestruturação de Entidades Empresariais com o Instituto de Direito do Desenvolvimento Internacional, em Roma, Itália.
Em 1995, ela fundou a sua própria firma de advocacia especializada em direito corporativo, a Qunta Incorporated, na Cidade do Cabo, e foi a principal sócia da empresa até 2008, quando deixou a empresa para se concentrar em outros empreendimentos comerciais. Ela foi vice-presidente da South African Broadcasting Corporation até à sua renúncia em 2009.

### Trabalho literário
Qunta começou a publicar a sua escrita enquanto estava no exílio, incluindo as coleções de poesia Hoyi Na! Azania: Poemas de uma luta africana (1979) e heróis e outros tesouros (1990), além de editar a antologia de não-ficção Women in Southern Africa (1987). Ela também é autora de Quem Tem Medo de Ação Afirmativa: Um Guia de Sobrevivência para Profissionais Negros (1995) e o seu livro mais recente é Por que Não Somos uma Nação: Ensaios sobre raça e transição na África do Sul (2016). Qunta também foi colunista de jornal, e o seu trabalho tem aparecido em muitas publicações, entre elas a antologia Daughters of Africa (1992).
Em 2013, ela fundou a editora sem fins lucrativos Seriti sa Sechaba (um nome que significa "dignidade da nação") com o objetivo de "publicar ficção e não-ficção de autores negros (africanos, coloridos e indianos) que refletem a experiência e cultura vividas da maioria das pessoas na África do Sul", em inglês e línguas indígenas.